# Anne Shirley
Anne Shirley là một nhân vật hư cấu được giới thiệu trong cuốn tiểu thuyết năm 1908 Anne tóc đỏ dưới chái nhà xanh của L. M. Montgomery. Shirley xuất hiện xuyên suốt bộ sách kinh điển, xoay quanh cuộc sống và gia đình của cô ở Đảo Hoàng tử Edward thế kỷ 19 và 20.

## Quan niệm

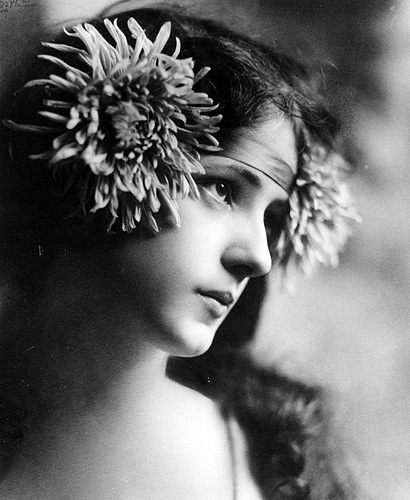
Bức chân dung của người mẫu Evelyn Nesbit của Rudolf Eickemeyer Jr. đã truyền cảm hứng cho Montgomery.

Trong quá trình hình thành Anne tóc đỏ dưới chái nhà xanh, Montgomery đã được truyền cảm hứng từ những ghi chú mà cô đã viết khi còn là một cô gái trẻ kể về hai anh chị em đã bị gửi nhầm một cô gái mồ côi thay vì cậu bé mà họ đã yêu cầu, nhưng vẫn quyết định gửi nhầm. giữ cô lại. Cô đã rút ra những trải nghiệm thời thơ ấu của chính mình ở vùng nông thôn Đảo Hoàng tử Edward, Canada. Montgomery đã sử dụng một bức ảnh của Evelyn Nesbit mà cô đã cắt từ tạp chí Metropolitan Magazine của New York và treo trên tường phòng ngủ của cô, làm hình mẫu cho khuôn mặt của Anne Shirley và là lời nhắc nhở về "chủ nghĩa lý tưởng và tâm hồn tuổi trẻ" của cô.

## Tiểu sử nhân vật hư cấu

### Cuộc sống ban đầu của Anne
Anne Shirley sinh ra ở thị trấn hư cấu Bolingbroke, Nova Scotia với các giáo viên Walter và Bertha Shirley (nhũ danh Willis).  Không có ngày sinh cụ thể nào được đưa ra, nhưng các tài liệu tham khảo trong các tác phẩm sau này cho thấy ngày sinh của cô là ngày 5 tháng 3 năm 1866. Anne mồ côi cha mẹ khi mới ba tháng tuổi, khi cha mẹ cô qua đời vì sốt thương hàn. Không có bất kỳ mối quan hệ nào khác, Anne được bà Thomas, quản gia của gia đình Shirleys, nhận nuôi. Sau cái chết của chồng - ông Thomas, Anne sống với gia đình Hammond gặp khó khăn trong nhiều năm và bị đối xử như một người hầu cho đến khi ông Hammond qua đời, sau đó bà Hammond chia các con của mình cho họ hàng và Anne được gửi đến trại trẻ mồ côi ở Hopetown. Cô tự coi mình là người bị cặp song sinh "nguyền rủa" - bà Hammond có ba cặp song sinh mà Anne đã giúp nuôi dưỡng.

### Chuyển đến Chái nhà xanh, Avonlea
Năm 11 tuổi, Anne được đưa từ trại trẻ mồ côi Hopetown đến tỉnh lân cận Đảo Hoàng tử Edward, nơi mà cô coi như ngôi nhà thực sự của mình mãi mãi. Thật không may, cô đã đến nhầm - những người bảo trợ của cô, anh chị em Matthew và Marilla Cuthbert, muốn nhận nuôi một cậu bé để giúp đỡ họ trong trang trại của họ, nhưng người hàng xóm mà họ đã gửi tin nhắn chắc chắn rằng họ đã yêu cầu một bé gái thay thế. Matthew nhanh chóng bị mê hoặc bởi tinh thần tốt bụng, sự nhiệt tình quyến rũ và trí tưởng tượng sống động của cô gái và muốn cô ở lại Chái nhà xanh ngay từ lần đầu tiên. Phản ứng của bà Marilla là gửi cô trở lại trại trẻ mồ côi, nhưng cuối cùng bà đã bị thuyết phục "niềm vui sống" kỳ quặc của Anne và bởi thực tế là một người phụ nữ khác, cứng rắn hơn bà rất nhiều, đã sẵn sàng nhận Anne nếu bà Marilla từ chối  giữ cô lại. Học giả người Mỹ Joseph Brennan lưu ý rằng đối với Anne "mọi thứ đều còn sống", khi cô tưởng tượng những cái cây ven đường chào đón cô đến Chái nhà xanh trong khi một cây mận nghiêng khiến cô nghĩ rằng nó đang đưa ra một tấm màn che chỉ dành cho cô.(tr249) Anne đã có lúc nói "Maples là thứ mang tính xã hội" và thích Lover's Lane vì "... bạn có thể suy nghĩ thành tiếng ở đó mà không bị mọi người gọi là điên."(tr15)

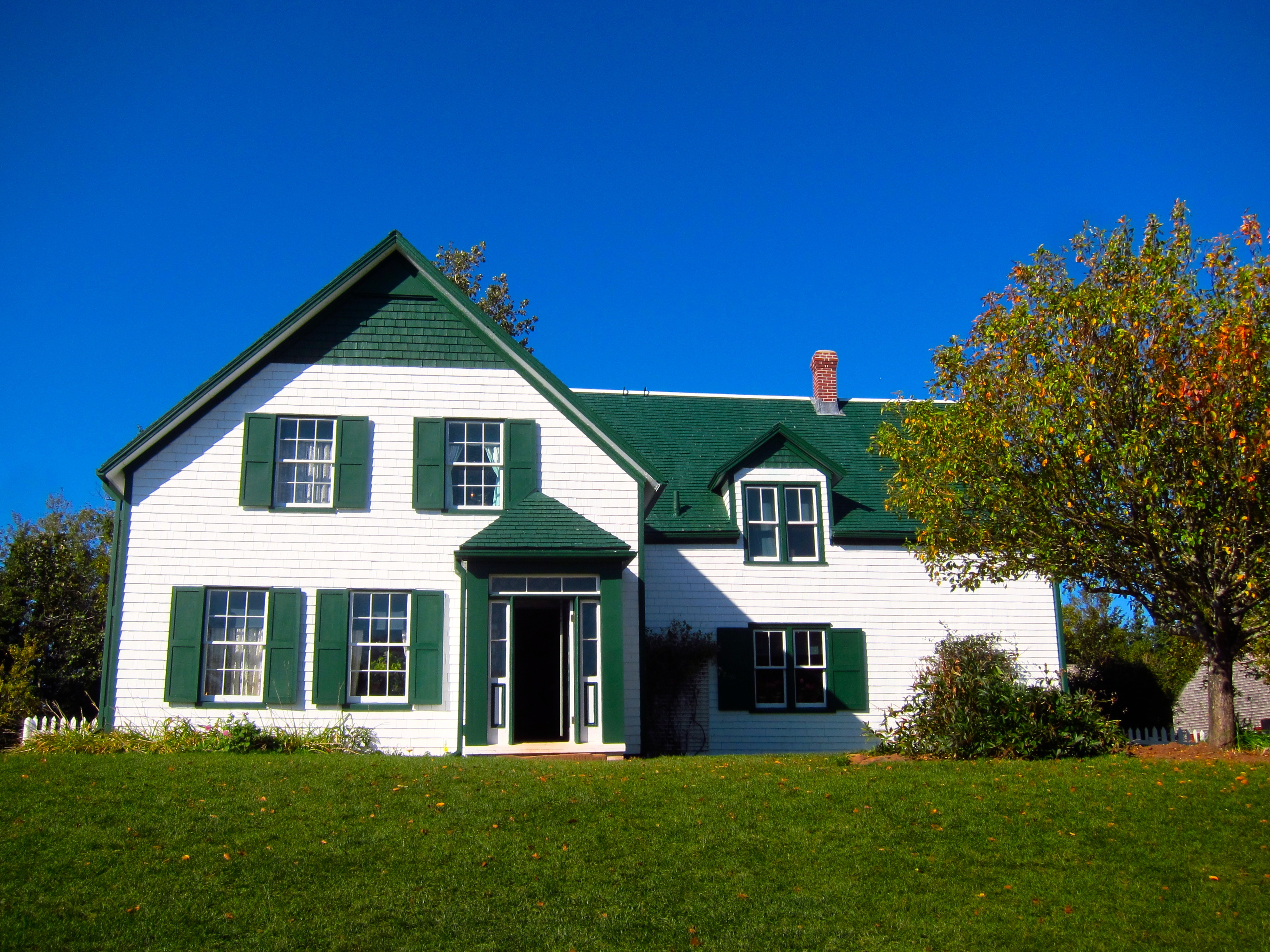
Chái nhà xanh, nơi Anne được cha mẹ nuôi nuôi dưỡng.

Anne có trí tưởng tượng tuyệt vời, được nuôi dưỡng bởi những cuốn sách thơ ca và lãng mạn, đồng thời có niềm đam mê với những cái tên và địa điểm đẹp và "lãng mạn". Khi nhìn thấy con đường rợp bóng cây táo đang nở hoa, cô im lặng một lúc trước khi đặt tên cho con đường là "Con đường trắng của niềm vui", khi theo dõi một cái ao ở trang trại Barry, cô đặt tên cho nó là "Hồ nước lấp lánh".:249 Anne đã khao khát tình yêu tại trại trẻ mồ côi nơi cô sống và đối với cô, Chái nhà xanh là ngôi nhà duy nhất cô từng biết đến.:249 Bản chất giàu trí tưởng tượng của Anne rất phù hợp với tính cách nồng nhiệt, ấm áp, đầy lạc quan và nhiệt tình của cô.:249 Anne có bản tính bốc đồng khiến cô rơi vào đủ loại "vết xước", và cô xen kẽ giữa việc bị cuốn theo sự nhiệt tình hoặc ở trong "vực sâu tuyệt vọng".(tr120) Học giả Elizabeth Watson đã quan sát một chủ đề lặp đi lặp lại, lưu ý rằng những quan sát của Anne về cảnh hoàng hôn phản ánh sự phát triển của chính cô.:15 Trên Con đường trắng của niềm vui, Anne ngắm cảnh mặt trời lặn, đối với cô là một vinh quang nơi "bầu trời hoàng hôn được sơn màu tỏa sáng như một cửa sổ hoa hồng lớn ở cuối lối đi trong thánh đường".:15 Đến cuối cuốn tiểu thuyết, khi Anne ngắm mặt trời lặn, nó đặt trên bối cảnh "Những bông hoa hạnh phúc thầm lặng", khi Anne dần yêu Gilbert.:16
Anne ban đầu gây ấn tượng không tốt với người dân thị trấn Avonlea bằng hành động bộc phát với người hàng xóm của Cuthberts, bà Rachel Lynde thẳng thắn buôn chuyện, nhưng điều này đã được sửa đổi bằng một lời xin lỗi cũng nhiệt tình không kém. Anne nhanh chóng trở thành 'bạn thân' với một cô gái ở trang trại lân cận, Diana Barry. Cùng với Matthew, Diana là "tâm hồn đồng điệu" của Anne.:14 Với sự bộc phát với người hàng xóm của Cuthberts, bà Rachel Lynde thẳng thắn buôn chuyện, nhưng điều này đã được sửa chữa bằng một lời xin lỗi cũng nhiệt tình không kém.Tình bạn bị gián đoạn bởi sự thù địch tạm thời của mẹ Diana, sau khi Anne nhầm lẫn cho Diana say rượu nho tự làm của Marilla, nhầm nó với rượu mâm xôi. Anne nhanh chóng nhận được sự ân cần tốt đẹp của bà Barry khi cứu sống em gái của Diana, Minnie May.  Minnie May bị yết hầu, Anne đã có thể chữa khỏi bằng một chai ipecac và kiến thức có được khi chăm sóc cho vô số cặp song sinh Hammond. Trong suốt thời thơ ấu của mình, Anne tiếp tục thấy mình gặp phải những "vết xước" tương tự, thường xuyên mắc phải những sai lầm và hiểu lầm chứ không phải lỗi của mình. Có lúc Anne "ngưỡng mộ đến mức điên rồ" một chiếc trâm cài thạch anh tím mà cô bị buộc tội ăn trộm, một tội ác mà cô phải thú nhận để được tham gia một chuyến dã ngoại.:250 Anne có xu hướng thể hiện bản thân đối lập với những người lớn tuổi thông qua sự hài hước và tạo dựng mối quan hệ với Marilla Cuthbert thông qua sự hài hước.:13 Anne mơ mộng và giàu trí tưởng tượng yêu cầu Marilla gọi cô là "Cordelia" và "Geraldine" vì Anne thích tưởng tượng mình là một người nào đó mà cô không phải vậy.:13
Anne cũng hình thành một mối quan hệ phức tạp với Gilbert Blythe, người hơn Anne hai tuổi nhưng đang học cùng trình độ với cô, việc học của anh bị gián đoạn khi cha anh bị ốm.  Trong lần gặp đầu tiên với tư cách là bạn học, Gilbert đã trêu Anne bằng biệt danh "Cà rốt".  Anne coi đó là một sự xúc phạm cá nhân do nhạy cảm với màu tóc của mình, đã trở nên tức giận đến mức đập vỡ tấm bảng của mình trên đầu anh ta.:14 Khi giáo viên trừng phạt cô bằng cách bắt cô đứng trước lớp, và sau đó trừng phạt cô vì tội đi trễ bằng cách bắt cô ngồi cùng với "các cậu bé", đặc biệt là Gilbert Blythe, Anne đã hình thành một lòng căm thù lâu dài với Gilbert Blythe. Anne nói với Diana rằng "Gilbert Blythe đã làm tổn thương tôi  vô cùng ".:15 Xuyên suốt Anne tóc đỏ dưới chái nhà xanh, Gilbert nhiều lần bày tỏ sự ngưỡng mộ với Anne nhưng cô lạnh lùng từ chối anh.  Mối hận thù của cô vẫn tồn tại ngay cả sau khi anh cứu cô khỏi màn tái hiện gần như thảm khốc vở kịch "Lancelot và Elaine" của Tennyson khi chiếc thuyền bị rò rỉ của cô chìm xuống ao.  Sau tai nạn suýt chết người này, Gilbert đã cầu xin Anne trở thành bạn của anh nhưng cô do dự và từ chối, mặc dù cô sớm hối hận. Trong những năm học còn lại ở Avonlea, họ cạnh tranh với tư cách là những đối thủ trí tuệ để giành vị trí đứng đầu lớp, mặc dù cuộc cạnh tranh hoàn toàn mang tính thiện chí về phía Gilbert.  Tuy nhiên, Anne thành lập "Câu lạc bộ kể truyện" ở tuổi 13, nơi cô kể câu chuyện về hai cô gái tên Cordelia và Geraldine (cả hai đều là bí danh mà cô đã nhận nuôi trước đó), cả hai đều yêu thích Bertram - một biến thể của Gilbert.:16 Câu chuyện kết thúc với việc Cordelia đẩy Geraldine xuống sông để chết đuối cùng Bertram, điều này cho thấy Anne bị Gilbert thu hút trong tiềm thức.:16 Gần cuối, Anne và Gilbert cùng nhau đi bộ đến Chái nhà xanh, nơi Gilbert chỉ nói đùa: "Bạn đã cản trở vận mệnh đủ lâu rồi.":17 Ở phần cuối của Anne tóc đỏ dưới chái nhà xanh, Anne nhìn ra ngoài cửa sổ và ngưỡng mộ Avonlea như một "thế giới lý tưởng của những giấc mơ", qua đó cô nhìn thấy một "khúc cua" nhờ Gilbert.:17 Bà Lynde ở đầu cuốn sách là người bận rộn tự cao của Avonlea, người thống trị cộng đồng. Ở phần cuối, cuốn sách gợi ý rằng Anne sẽ đóng vai tương tự, nhưng chỉ tốt hơn nhiều trong những năm tới.:17

### Những năm trong nghề giáo viên ở Avonlea
Ngay sau khi tốt nghiệp trường công ở Avonlea, Anne và Gilbert đều đến Học viện Queen ở Charlottetown, nơi đào tạo họ để giảng dạy và học đại học. Họ chia nhau những giải thưởng danh giá nhất và vẫn là "kẻ thù" trong suốt quá trình học tại Queen's. Điểm số của Anne, đặc biệt là môn tiếng Anh, đã giúp cô giành được học bổng vào Cao đẳng Redmond, nhưng cái chết của Matthew và thị lực suy giảm của Marilla ở gần cuối Anne tóc đỏ dưới chái nhà xanh đã khiến Anne trì hoãn việc đăng ký học tại Redmond để cô có thể ở lại giúp việc tại Chái nhà xanh. Gilbert đã được bổ nhiệm làm giáo viên Avonlea vào năm sau, nhưng vì lòng tốt, thay vào đó anh đã nhận chức vụ tại Trường White Sands và nhường chức vụ Avonlea cho Anne. Cô cảm ơn anh vì sự hy sinh và họ đã sửa đổi, cuối cùng trở thành bạn bè sau 5 năm cạnh tranh căng thẳng. Anne đọc một số bài thơ của Virgil, nhưng từ bỏ cuốn sách vì vẻ đẹp của ngày hè ngập nắng và sự nghiệp giáo viên sắp tới của cô truyền cảm hứng cho cảm giác hạnh phúc và hòa hợp với thiên nhiên.:20
Trong Anne tóc đỏ làng Avonlea, Marilla quyết định nhận nuôi hai đứa con song sinh của chị họ mình là Davy và Dora (tiếp tục lời nguyền sinh đôi của Anne). Tuy nhiên, Anne đã tiếp thu họ, đặc biệt là Davy ngay lập tức. Anne học cách quản lý cặp song sinh thông qua sự kết hợp hài hước và hiểu biết.:23 Ngoài công việc giảng dạy, Anne còn tham gia Hiệp hội Cải thiện Làng quê với công việc phá bỏ những ngôi nhà bỏ hoang xấu xí, sơn lại ngôi làng và trồng vườn ở ngã tư đường.:24 Người hàng xóm xấu tính, ông Harrison công kích Anne là "kẻ đầu đỏ" ngồi "đọc tiểu thuyết bìa vàng".:20 Khi một tác giả nổi tiếng - bà Morgan đến thăm Avonlea, Anne chào đón bà với chiếc mũi đỏ bừng do sai lầm khi bôi sai loại kem dưỡng da khi Anne phải mất nhiều thời gian để chuẩn bị gặp bà Morgan nổi tiếng thế giới, dẫn đến kết quả là hỗn loạn, mặc dù cuối cùng mọi việc đều diễn ra tốt đẹp.:26 Cuộc gặp gỡ với bà Morgan đã truyền cảm hứng cho Anne thử viết lách, nơi bị mắc kẹt trong một chuồng gà bỏ hoang, cô viết ra cuộc đối thoại giữa những bông hoa và những chú chim trong vườn.:26 Một vụ va chạm khác xảy ra tại trường của cô, khi Anne ép một học sinh ném một gói hàng vào bếp của trường mà không biết rằng gói hàng dẫn đến phạm pháp đó là pháo nổ.:26-27 Năm sau, chồng của Rachel Lynde là Thomas qua đời và Rachel chuyển đến sống với Marilla tại Chái nhà xanh, để Anne tự do tiếp tục học tại trường Cao đẳng Redmond (dựa trên Đại học Dalhousie) ở Kingsport, Nova Scotia. Anne hài lòng vì năm sau Gilbert cũng sẽ đến Redmond. Sau đám cưới của cô bạn Lavendar, Anne lần đầu tiên nhận ra rằng có khả năng Gilbert dành tình cảm cho cô nhiều hơn là tình bạn, và "Trang thời con gái đã được lật, như bởi một ngón tay vô hình, và trang về thời phụ nữ đang ở trước mặt cô."  với tất cả sự quyến rũ và bí ẩn, nỗi đau và niềm vui của nó." Anne một lần nữa đi dạo cùng Gilbert trong khi người kể chuyện lưu ý rằng "Phía sau họ là ngôi nhà đá nhỏ ẩn mình trong bóng tối. Nó cô đơn nhưng không bị bỏ rơi. Nó vẫn chưa kết thúc với những ước mơ, tiếng cười và niềm vui cuộc sống".:28

### Cao đẳng Redmond
Trong Anne tóc đỏ ở đảo Hoàng tử Edward, cuộc sống học tập và xã giao của Anne nở rộ tại Redmond. Anne nói lúc đầu "Tôi sẽ học tập, trưởng thành và tìm hiểu về mọi thứ".:75 Anne đến thăm ngôi nhà nơi cô sinh ra ở Bolingbroke và suy ngẫm sâu sắc về việc mẹ cô mất lúc còn rất trẻ nhưng ít nhất cũng biết được niềm vui của tình yêu.:73 Trong thời gian ở Redmond, Anne viết hai câu chuyện, một trong số đó bị từ chối nhưng được Diana biến thành một câu chuyện thành công, và một câu chuyện khác bị bác bỏ vì không có cốt truyện.:74-75 Câu chuyện "Averil's Atonement" của Anne được Diana biên tập thành một câu chuyện thành công và bán rất chạy, nhưng Anne coi phiên bản được xuất bản cuối cùng là một trò hề làm hỏng tầm nhìn nghệ thuật của cô.:75 Tìm kiếm cảm hứng thi ca, Anne dành thời gian một mình trên Đảo Victoria (được đặt theo tên của nữ hoàng-hoàng hậu có đế chế trải dài khắp thế giới), Anne rút lui vào thế giới tưởng tượng của riêng mình giữa một khung cảnh "được bao phủ bởi ánh trăng u ám, trong khi nước cười quanh cô trong bản song ca của suối và nước".:74

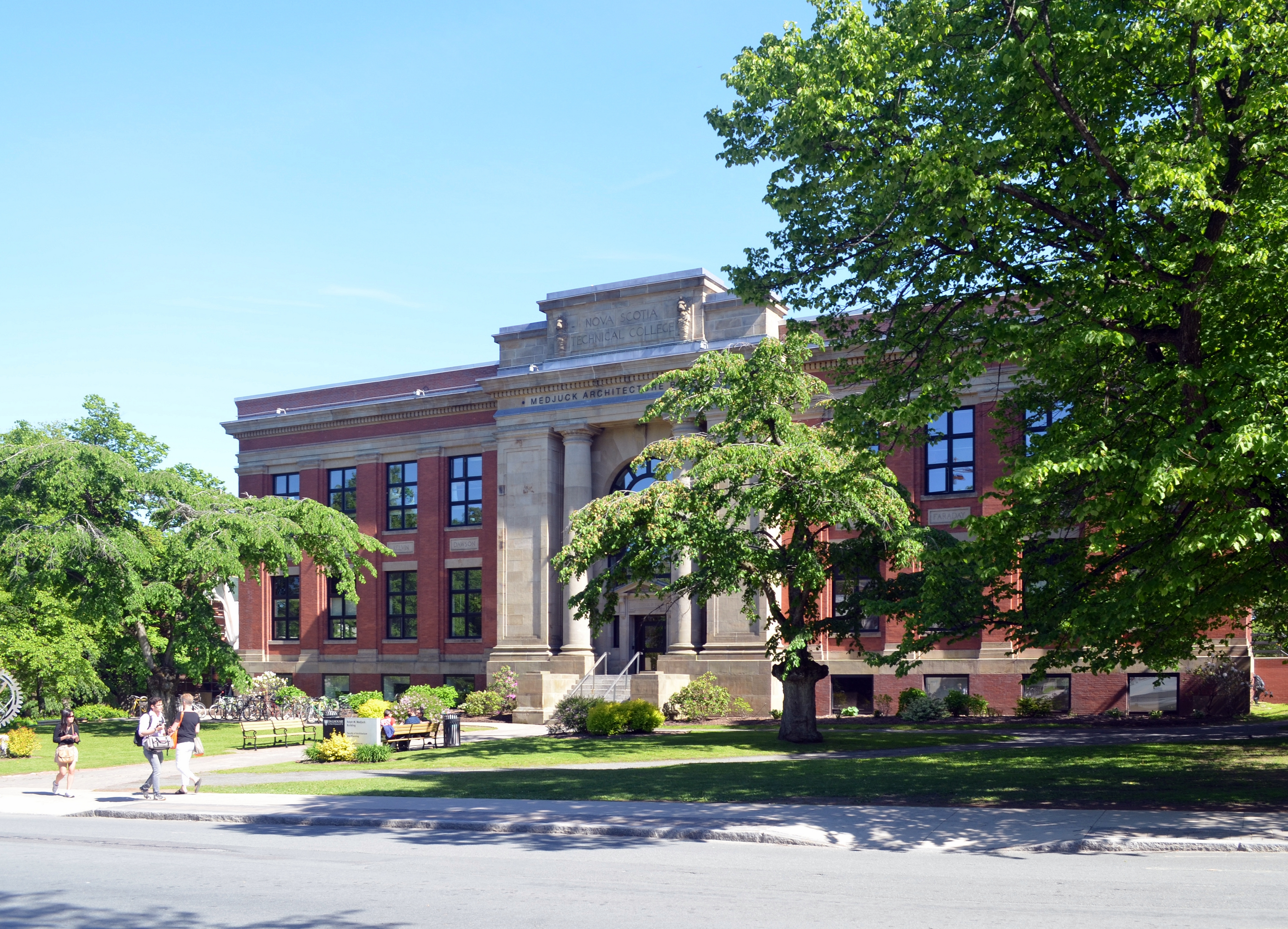
Đại học Dalhousie, cơ sở mà Montgomery dựa trên Đại học Redmond

Ở phần đầu cuốn tiểu thuyết, Anne và Gilbert mong chờ "bốn năm huy hoàng ở Redmond" đi lang thang đến Rừng Ma Ám, để nếm thử những "quả táo thơm ngon" nơi "dưới làn da hung dữ là thịt trắng, có gân trắng. màu đỏ; và bên cạnh hương vị táo đặc trưng của mình, họ còn có một hương vị hoang dã, thú vị nhất định".:70 Học giả người Canada Elizabeth Waterson lưu ý những âm bội "khiêu dâm" trong cảnh nếm táo ở Rừng Ma Ám, là dấu hiệu cho thấy Anne bị thu hút bởi Gilbert mà bản thân cô cũng không hoàn toàn nhận thức được.:70 Nơi lui tới yêu thích của Anne là Patty's Place, nơi cô và ba người bạn thân nhất của mình dành buổi tối bên lò sưởi, ba con mèo, hai con chó sứ và một chậu đầy hoa cúc tỏa sáng "xuyên qua bóng tối vàng như những mặt trăng màu kem".:72
Gilbert, người luôn yêu Anne cầu hôn cô nhưng cô từ chối anh. Vào thời điểm đó, tầm nhìn về tình yêu của Anne đã ăn sâu vào những tưởng tượng đa cảm và cô không nhận ra sự gần gũi của mình với Gilbert là tình yêu. Anne's gọi lời cầu hôn của Gilbert là "kỳ cục hoặc khủng khiếp".:70 Cô tin rằng mình sẽ yêu hoàng tử của mình, người phù hợp với lý tưởng thời thơ ấu của cô là "cao, da ngăm và đẹp trai". Cảm thấy thất vọng sâu sắc, Gilbert giữ khoảng cách với Anne. Anne "kiêu ngạo" từ chối lời cầu hôn của Charlie Sloane.:70 Anne sau đó chào đón sự tán tỉnh của Roy Gardner đẹp trai đen tối, người mà cô gặp vào một buổi chiều mưa tháng 11 năm học cơ sở.:72 Sau khoảng một năm rưỡi tán tỉnh, anh cầu hôn trong công viên nơi họ gặp nhau, nhưng thay vào đó Anne lại kết thúc mối quan hệ của họ, nhận ra rằng cô không thực sự yêu anh và anh không thuộc về cuộc đời cô. Anne phản ứng một cách "dữ dội", "khốn khổ" và "tuyệt vọng" trước lời cầu hôn của anh.:70 Anne trích dẫn một bài thơ của Tennyson: "Tình yêu trong phần tiếp theo tác động đến Định mệnh và vén bức màn che đậy những giá trị tiềm ẩn".:69
Sau khi tốt nghiệp trường Cao đẳng Redmond với bằng Cử nhân, Anne hiện 22 tuổi, quay trở lại Avonlea và nhận ra rằng cuộc sống đã tiếp tục trôi qua—người bạn thời thơ ấu của cô, Jane đã kết hôn với một triệu phú, và người bạn thân nhất của cô là Diana Barry (nay là Diana) đã sinh con đầu lòng Anne vẫn không tin rằng mình yêu Gilbert thật lòng, nhưng cô thất vọng khi tình bạn của họ đã kết thúc và bối rối trước phản ứng của mình trước tin đồn rằng anh ấy yêu Christine Stuart, một sinh viên của Redmond.

### Đính hôn với Gilbert
Khi trở về Avonlea sau khi ở cùng những người bạn Paul, Stephen và Lavendar Irving tại Echo Lodge, Anne biết rằng Gilbert bị bệnh thương hàn sắp chết. Anne thức canh trong phòng mình ở Chái nhà xanh vào đêm Gilbert hết cơn sốt, khi đó cô nhận ra rằng cô luôn yêu anh, chỉ khi đối mặt với viễn cảnh mất anh. Khi Gilbert khỏi bệnh, anh lại cầu hôn Anne và cô đã đồng ý. Gilbert mang đến cho cô một giấc mơ mùa thu "về một ngôi nhà có lò sưởi trong đó, một con mèo và một con chó, bước chân của những người bạn - và bạn!".:72 Người ta giải thích rằng Christine đã đính hôn với một người khác từ lâu và Gilbert chỉ tỏ ra thân thiện khi được anh trai của Christine yêu cầu trông chừng cô ấy. Bạn của Anne, Phil Blake đã viết thư cho Gilbert, bảo anh nên "thử lại", và anh nhanh chóng hồi phục sau đó và nghe theo lời khuyên của cô. Anne và Gilbert một lần nữa dạo bước trong "khu rừng ma ám" với tư cách là "vua và hoàng hậu trong vương quốc cô dâu của tình yêu".:70
Lễ đính hôn của họ kéo dài trong ba năm.  Chiếc nhẫn đính hôn của cô được cho là một vòng ngọc trai chứ không phải là một viên kim cương, một viên đá mà Anne nói luôn làm cô thất vọng vì nó không phải là màu tím đáng yêu mà cô từng mơ ước. Anne nhận công việc hiệu trưởng tại thị trấn lớn thứ hai của Đảo Hoàng tử Edward, Summerside, trong khi Gilbert hoàn thành khóa học ba năm trường y của mình.  Trong thời gian này, Anne tiếp xúc với nhiều người lập dị khác nhau ở nơi làm việc và xung quanh thị trấn.:191 Điều đáng chú ý là Anne đã vươn lên trở thành hiệu trưởng của trường Summerside, khiến cô ngang hàng với Gilbert.:192 Vừa là hiệu trưởng vừa là giáo viên, Anne phải đối mặt với hiệu phó khó tính Katherine Brooke, người luôn tỏ ra thô lỗ với cô.:194 Brooke công khai ghen tị với khả năng có được  cuộc sống tốt đẹp  của Anne và cố gắng lôi kéo cô ấy xuống mọi cơ hội.:194 Anne trưởng thành giờ đây đã vượt lên trên những "vết xước" tuổi trẻ của mình và được thúc đẩy bởi mong muốn giúp đỡ người khác, nhận ra rằng sự khó chịu của Brooke là do lòng tự trọng thấp của cô và giúp cô tìm được một công việc phù hợp với mình hơn là dạy học.:194

### Hôn nhân và làm mẹ
Anne và Gilbert cuối cùng kết hôn tại Green Gables, ngôi nhà mà Anne lớn lên và chuyển đến làng Four Winds, P.E.I. Ở đó, họ cư trú trong một ngôi nhà nhỏ mà Anne mệnh danh là "Ngôi nhà Mơ Ước", và Gilbert tiếp quản công việc hành nghề y tế của chú mình ở thị trấn Glen St. Mary gần đó. Anne ca ngợi "ngôi nhà trong mơ" của mình "giống như một chiếc vỏ sò màu kem mắc cạn trên bờ bến cảng", được bao quanh bởi những cây linh sam "giấu kín những bí mật" trong khi con đường dẫn vào nhà ngập tràn cây hoa nở rộ.:78Ngôi nhà nhìn ra bến cảng một bên và dòng suối lấp lánh ở thung lũng bên dưới.:78 Vấn đề chính của Anne tại Ngôi nhà Mơ Ước là giúp đỡ người hàng xóm Leslie Moore, người có chồng bị tổn thương não sau một vụ tai nạn, và người cũng bị tổn thương về mặt tinh thần như chồng cô cũng bị tổn thương não.:79
Hai đứa con đầu lòng của Anne (một trong số đó đã không may qua đời khi còn nhỏ) được sinh ra tại Ngôi nhà Mơ Ước, trước khi Anne và Gilbert cùng gia đình đang phát triển của họ miễn cưỡng chuyển đến những khu nhà lớn hơn. Trong một khoảnh khắc suy ngẫm thần học, Anne đặt câu hỏi liệu cái chết của con cô có phải là "ý muốn của Chúa" hay không, sử dụng các cụm từ khám phá câu hỏi thần học về cái chết và nỗi đau trong một vũ trụ do một Chúa công chính chủ trì giống hệt với những gì Montgomery đã sử dụng trong nhật ký sau khi đứa con trai thứ hai của cô chết non.:80 Sau sự mất mát của Anne, cô và Leslie gắn bó với nhau khi hai người phụ nữ chia sẻ câu chuyện đau đớn của họ khi họ "nói ra", khiến họ nắm tay nhau và tuyên bố: "Chúng ta mãi mãi là phụ nữ và là bạn bè".:81 Anne và Gilbert sống phần đời còn lại ở Glen St. Mary, trong một ngôi nhà lớn mà họ đặt tên là Mái nhà bên ánh lửa. Họ có tổng cộng bảy người con trong khoảng thời gian từ 1895-1900: Joyce (hay "Joy") (chết rất sớm sau khi sinh tại Ngôi nhà của những giấc mơ), James Matthew ("Jem"), Walter Cuthbert, hai bé gái sinh đôi Anne ("Nan") và Diana ("Di"), Shirley (con trai út) và Bertha Marilla ("Rilla"). Anne khá ốm sau khi sinh cả Joyce và Shirley, nhưng đều hồi phục cả hai lần. Một vấn đề lớn đối với Anne nảy sinh khi người dì Mary Maria đáng ghét của Gilbert đến thăm và không chịu rời đi, hành hạ Anne bằng nhiều cách khác nhau.:209
Các con của Anne tận hưởng một tuổi thơ hạnh phúc, thậm chí bình dị, dành phần lớn thời gian để vui chơi và phiêu lưu tại một vùng trũng gần đó mà chúng đặt tên là Thung lũng cầu vồng. Anne là một người mẹ dễ dãi, không bao giờ khắt khe với con mình và không phản đối khi chúng chơi trốn tìm với con của tân mục sư trong nghĩa trang.:87 Khi một người bạn phản đối, Anne trả lời: "Tại sao ngay từ đầu họ lại xây ngôi nhà đó bên cạnh nghĩa địa?".:88 Các con của Anne thường xuyên bị những đứa trẻ nghịch ngợm bắt nạt, đòi hỏi mẹ phải an ủi nhiều.:212 Khi Shirley đọc về lý thuyết về phức hợp Jocasta trên một trong những tạp chí y khoa của Gilbert cùng với lời cảnh báo về việc các bà mẹ hôn con mình, cô nói: "Tất nhiên là đàn ông! Không người phụ nữ nào lại viết bất cứ điều gì ngớ ngẩn và độc ác như vậy".:255 Tại một thời điểm, Anne cố gắng tiếp tục sự nghiệp viết lách của mình, xuất bản một cáo phó rất thơ mộng cho một người hàng xóm nhưng bị một biên tập viên tờ báo thô lỗ, thiếu hiểu biết chế giễu là "cáo phó", mặc dù nó được mọi người khác đón nhận nồng nhiệt.:211 Bản thân Anne có một cuộc sống thoải mái, với một người giúp việc sống chung (Susan Baker), người điều hành công việc gia đình một cách hiệu quả và cũng là người chăm sóc chính cho Shirley sau khi Anne lâm bệnh khi sinh ra anh.  Khi hồi phục, Anne nói: "Tôi thấy mình vẫn tiếp tục sống".:81 Sau khi Anne hồi phục, cô tham gia vào nhiều ủy ban phụ nữ khác nhau trong thị trấn và đi du lịch đến Châu Âu cùng Gilbert để thực hiện chuyến du lịch kéo dài đến lục địa Châu Âu vào khoảng năm 1906.
Nhưng bóng ma của Thế chiến thứ nhất năm 1914 đã thay đổi mọi thứ, và cả ba chàng trai Blythe (cũng như hôn phu của Nan và Rilla) cuối cùng đều tình nguyện chiến đấu trong cuộc chiến. Gia đình Blythe theo sát chiến tranh sớm trở nên quen thuộc với những nơi xa xôi như Calais, Mons, Lodz, Ypres, Belgrade, Amiens, Prezemysl, Gallipoli, Antwerp và Kut al Amara.:105 Walter nhạy cảm và thơ mộng, người con trai thứ hai của Anne tình nguyện, bị giết tại Courcelette năm 1916. Jem được liệt kê là mất tích khi chiến tranh kết thúc, nhưng sau một thời gian đau đớn  năm tháng, cuối cùng sống sót trở lại, trốn thoát khỏi trại tù binh. Montgomery biết John McCrae, tác giả của bài thơ In Flanders Fields, và cô đã mô phỏng Walter một phần theo anh ta.:108

### Bà ngoại Anne
Lần xuất hiện cuối cùng của Anne xảy ra trong bộ sưu tập The Blythes Are Quote.  Trong tác phẩm này, có tông màu hơi u ám hơn so với các cuốn sách Anne trước đây, chúng ta thấy những cái nhìn thoáng qua về Anne trong một số truyện ngắn chủ yếu nói về những cư dân khác của Glen St. Mary, và lấy bối cảnh từ phần trước - từ Thế chiến thứ nhất đến đầu Thế chiến thứ hai. Cuốn sách cũng có một số bài thơ, được ghi riêng cho Anne và con trai bà là Walter (cộng với một bài do Walter bắt đầu và Anne hoàn thành sau khi ông qua đời).
Lần cuối cùng chúng ta nhìn thấy Anne già hơn và khôn ngoan hơn, hiện đã ngoài bảy mươi, vào những ngày đầu của Thế chiến thứ hai. "Bà Tiến sĩ Blythe", như bà thường được nhắc đến, là một nhân vật nổi tiếng, được nhắc đến nhiều ở Glen St. Mary, người được một số người yêu mến, mặc dù những cư dân khác tỏ ra ghen tị hoặc đố kỵ nhỏ nhen với cả Anne và gia đình cô. Trong khi Anne đã dịu dàng từ những ngày còn trẻ, cô và Gilbert vẫn hay trêu chọc nhau một cách ranh mãnh và tốt bụng. Cô vẫn tiếp tục đam mê nghề mai mối và còn làm thơ. Cô vẫn kết hôn với Gilbert và hiện là bà của ít nhất năm người, ba trong số họ đã đủ tuổi để nhập ngũ chiến đấu: con trai của Jem là Jem Jr. và Walter, và con trai của Rilla là Gilbert.  Cũng được đề cập đến là Di, con gái của Nan và một cháu gái tên là "Anne Blythe", có thể là con của Jem hoặc Shirley.
Mặc dù Anne từ bỏ việc viết truyện ngắn ngay sau khi làm mẹ nhưng cô vẫn tiếp tục làm thơ trong suốt cuộc đời mình. Những bài thơ này thường xuyên được chia sẻ với những người còn lại trong gia đình, những người đưa ra nhận xét, phê bình và động viên. Tác phẩm sau này của Anne bày tỏ những khó khăn sâu sắc khi phải đối mặt với cái chết của Walter và ý tưởng về chiến tranh, một số nhân vật nhận xét rằng cả Anne và Gilbert đều không bao giờ giống nhau sau cái chết của Walter. Tuy nhiên, cặp đôi vẫn hết lòng vì nhau và gia đình, và khi câu chuyện kết thúc, vào khoảng năm 1940, Blythes vẫn là trụ cột trong cộng đồng của họ, những người đã tận hưởng cuộc hôn nhân kéo dài 50 năm.

## Xuất hiện trong văn học
Ngoài Anne tóc đỏ dưới chái nhà xanh (1908), Anne còn là nhân vật trung tâm của các tiểu thuyết tiếp theo do Montgomery viết gồm:
Anne tóc đỏ làng Avonlea (1909), Anne tóc đỏ ở đảo Hoàng tử Edward (1915), Anne tóc đỏ và Ngôi nhà Mơ Ước (1917), Anne tóc đỏ dưới Mái nhà Bạch Dương (1936; tựa đề ở Anh là Anne of Windy Willows), và Anne dưới Mái nhà Bên Ánh Lửa  (1939). Các cuốn sách khác trong bộ truyện Anne bao gồm Thung lũng cầu vồng (1919), tập trung vào những đứa con của Anne trong thời thơ ấu của chúng, và Rilla dưới Mái nhà Bên Ánh Lửa (1921), tập trung vào cuộc đời con gái út của Anne trong Chiến tranh thế giới thứ nhất.
Anne cũng xuất hiện và được nhắc đến trong Biên niên sử Avonlea và Biên niên sử tiếp theo của Avonlea, mặc dù phần lớn câu chuyện trong các tập này là về các nhân vật khác.  Trong The Blythes Are Quoted (xuất bản dưới dạng rút gọn là The Road to Yesterday và trong một phiên bản được phục hồi, không rút gọn vào năm 2009), Anne là một nhân vật ngoại vi trong vai một người bà có nhiều cháu, ít nhất ba trong số đó đang chuẩn bị nhập ngũ vào quân đội Canada trong những ngày đầu của Thế chiến thứ hai. Đây là một trong những câu chuyện cuối cùng Montgomery viết trước khi bà qua đời vào năm 1942.
Anne Shirley cũng xuất hiện trong Budge Wilson's Before Green Gables, phần tiền truyện của  Anne tóc đỏ dưới chái nhà xanh  được ủy quyền bởi những người thừa kế của L.M. Montgomery. Dựa trên thông tin cơ bản từ bộ truyện gốc, cuốn sách kể về 11 năm đầu thời thơ ấu của Anne Shirley, bắt đầu bằng niềm hạnh phúc ngắn ngủi trong cuộc hôn nhân của Bertha và Walter Shirley trước khi họ qua đời sớm.

## Phim và truyền hình
Anne Shirley đã được nhiều nữ diễn viên thể hiện trong nhiều phiên bản điện ảnh, truyền hình, đài phát thanh và sân khấu kể từ năm 1919. Được Mary Miles Minter thủ vai trong Anne tóc đỏ dưới chái nhà xanh (1919), phim câm do William Desmond Taylor đạo diễn và Paramount Pictures phát hành. Bộ phim đã bị Montgomery chỉ trích nặng nề, người đã bác bỏ việc Mỹ hóa câu chuyện.(tr666) Dawn O'Day đóng vai chính trong bản làm lại RKO tiếp theo, Anne tóc đỏ dưới chái nhà xanh (1934), đã thu được thành công về mặt thương mại đến mức O'Day được quảng bá vĩnh viễn là Anne Shirley trong phần tiếp theo năm 1940 và công việc tương lai của cô.
Trên truyền hình, Toby Tarnow đóng vai chính trong bộ phim chuyển thể âm nhạc của Anne tóc đỏ dưới chái nhà xanh (1956) được phát sóng trên CBC Television. Loạt phim Anne tóc đỏ dưới chái nhà xanh của BBC (1972) và phần tiếp theo của nó, Anne tóc đỏ làng Avonlea (1975), có Kim Braden làm nhân vật chính. Megan Follows đóng vai chính trong phim truyền hình Anne tóc đỏ dưới chái nhà xanh (1985), do Kevin Sullivan đạo diễn và CBC sản xuất. Follows đã thể hiện lại vai diễn của cô trong Anne tóc đỏ dưới chái nhà xanh: Phần tiếp theo và Anne tóc đỏ dưới chái nhà xanh: Câu chuyện tiếp theo (2000). Bộ phim đã nhận được sự hoan nghênh của giới phê bình, các giải thưởng bao gồm Giải thưởng Peabody và Giải thưởng Emmy cho Chương trình dành cho trẻ em xuất sắc.
Cả Hannah Endicott-Douglas và Barbara Hershey đều có sự tham gia của Anne tóc đỏ dưới chái nhà xanh: Khởi đầu mới (2008), cũng do Sullivan đạo diễn. Ella Ballentine vai Anne trong Anne tóc đỏ dưới chái nhà xanh của L.M. Montgomery (2016) và hai phần tiếp theo, Anne tóc đỏ dưới chái nhà xanh: Những ngôi sao tốt (2017) và Anne tóc đỏ dưới chái nhà xanh: Lửa & Sương (2017) đã phát sóng trên YTV. Amybeth McNulty đóng vai chính trong bộ phim truyền hình nhiều tập của CBC/Netflix Anne tóc đỏ (2017–2019), bộ phim đã giành được Giải thưởng màn ảnh Canada cho Phim truyền hình chính kịch hay nhất hai lần và giúp McNulty giành được giải Nữ diễn viên chính xuất sắc nhất.

## Đón nhận và di sản

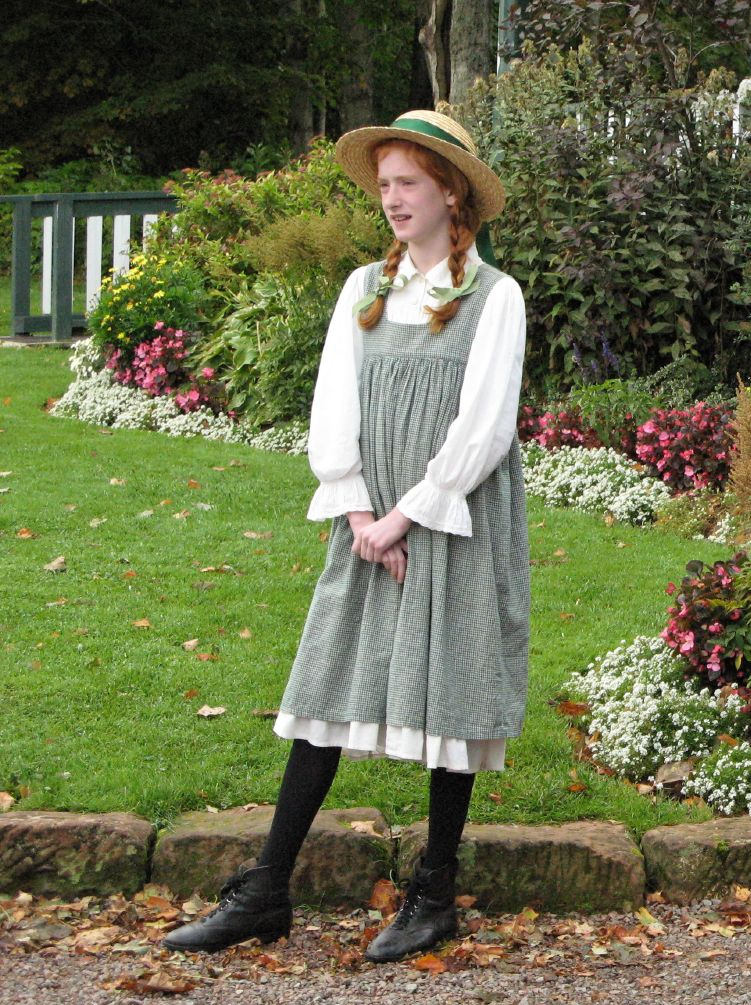
Một nữ diễn viên trong vai Anne Shirley, tại Bảo tàng Anne of Green Gables ở Cavendish, Đảo Hoàng tử Edward

Lennie Goodings, nhà xuất bản của Virago Press, đã chọn Anne làm nhân vật hư cấu yêu thích của mình, nói rằng, "Anne tóc đỏ dưới chái nhà xanh nóng nảy, hài hước và trên hết là đam mê không hề nao núng...[cô ấy] đối mặt với thế giới mà hoàn toàn không có gì khác ngoài sức mạnh tuyệt đối của tính cách cô ấy Tôi yêu cô ấy." Nữ diễn viên Christina Hendricks cho biết nhân vật này là lý do khiến cô nhuộm đỏ mái tóc vàng tự nhiên từ năm 10 tuổi.
Học giả người Anh Faye Hammill nhận xét rằng sự nổi tiếng của Shirley đến mức cô đã làm lu mờ người sáng tạo ra mình, L.M Montgomery vì biển số xe ở Đảo Hoàng tử Edward mang khẩu hiệu "P.E.I Home of Anne of Green Gables" chứ không phải "Nơi sinh P.E.I của L.M Montgomery".:652 Nữ diễn viên Mary Miles Minter vai Shirley trong bộ phim chuyển thể năm 1919 của Anne tóc đỏ dưới chái nhà xanh, sau đó sự nghiệp của cô bị hủy hoại khi đạo diễn phim William Desmond Taylor bị sát hại vào năm 1922, và tên của cô đã bị hủy hoại trở thành nghi phạm, mặc dù cô chưa bao giờ bị buộc tội.:652 Khi Minter cố gắng trở lại với tư cách là một nhà báo chuyên mục tư vấn vào cuối những năm 1920, cô đã sử dụng nghệ danh Anne Shirley trong nỗ lực khôi phục lại hình ảnh trong lành của mình, vốn đã bị hủy hoại bởi vụ bê bối giết người Taylor.:652 Nữ diễn viên Dawn O'Day, người đóng vai Shirley trong bộ phim chuyển thể năm 1934 của Anne tóc đỏ dưới chái nhà xanh, thích nhân vật này đến mức cô đã đổi tên một cách hợp pháp thành Anne Shirley.:652 Montgomery trong thời trẻ đã có những trải nghiệm về cái mà bà gọi là "tia chớp" - những khoảnh khắc lặng lẽ chiêm ngưỡng vẻ đẹp của thiên nhiên khi bà đi dạo một mình, mang lại cho bà cảm giác ngây ngất và điều mà bà coi là nhận thức về một sức mạnh tinh thần cao hơn chạy xuyên qua thiên nhiên và cô.:252 Bất chấp tuyên bố của Montgomery rằng Shirley không phải là tự truyện, những khoảnh khắc Shirley trải qua những khoảnh khắc giao tiếp thần bí với thiên nhiên gần như giống từng chữ với những mô tả của Montgomery về "tia sáng" trong nhật ký của cô.:652
Phần lớn sức hấp dẫn của tuyển tập Anne là do quá trình đô thị hóa và công nghiệp hóa ngày càng gia tăng vào đầu thế kỷ 20, khiến nhiều người hoài niệm về một vùng nông thôn thơ mộng được lãng mạn hóa, nơi mọi người vẫn sống "cuộc sống giản dị", đó chính xác là cách các nhà xuất bản tiếp thị những tác phẩm về Anne vào thời điểm đó.:665 Ở chính Canada, nhiều trí thức có xu hướng coi hiện đại là một hiện tượng đe dọa, và từ đó liên kết những khía cạnh khó chịu hơn của hiện đại với Hoa Kỳ, quốc gia vào thời điểm đó được coi là một quốc gia hung hãn, bắt nạt có ý định nuốt chửng các nước láng giềng.:665 Phần lớn sức hấp dẫn của nhân vật Anne đối với các nhà phê bình Canada vào thời điểm đó là biểu tượng cho chất lượng cuộc sống lành mạnh, thân thiện của người Canada, nơi mọi người vẫn giữ được những giá trị truyền thống, không giống như các nhà văn Mỹ với nỗi ám ảnh về bạo lực và tình dục trong những câu chuyện lấy bối cảnh một môi trường đô thị phi cá nhân hóa.:665-666 Hammill quan sát thấy rằng khi một số nhà văn Canada trẻ tuổi trong những năm 1920-30 cố gắng bắt chước các nhà văn Mỹ bằng những câu chuyện "thực tế" khó chịu tập trung vào tình dục và bạo lực ở các thành phố, họ đã bị các nhà phê bình tố cáo vì những câu chuyện "Mỹ" rõ ràng của họ ngụ ý rằng những câu chuyện như vậy không phải là "Canada".:666 Khi quá trình đô thị hóa tăng tốc vào đầu thế kỷ 20, "văn học khu vực" miêu tả cuộc sống ở các vùng nông thôn đã trở nên phổ biến trong thế giới nói tiếng Anh, và ở Hoa Kỳ, văn học Canada được coi là một loại "văn học khu vực" giống như Canada với những vùng rừng và đất nông nghiệp rộng lớn cùng với di sản Anh, nơi người dân tự hào là một phần của đế quốc Anh, điều này đã tạo cho Canada một hình ảnh khá cổ kính ở Hoa Kỳ như một nơi lạc hậu, mộc mạc, nơi các giá trị truyền thống vẫn tồn tại.:666 Giành được độc lập trong Chiến tranh Cách mạng, đối với người Mỹ vào đầu thế kỷ 20, việc người Canada gốc Anh lại muốn trở thành một phần của đế quốc Anh là điều gần như không thể hiểu nổi, điều này đã tạo cho Canada hình ảnh về một xã hội rất bảo thủ ở Hoa Kỳ trong kỷ nguyên này.:666 Với những quan điểm này về Canada, nhiều người Mỹ có xu hướng chia sẻ quan điểm của người Canada về Shirley như một biểu tượng mang tính biểu tượng của Canada.:666
Brennan đã viết những cuốn sách Anne chắc chắn là người Canada gốc Anh vì người Canada gốc Pháp hiếm khi xuất hiện trong sách.:251 Brennan viết: "Những giấc mơ của Anne biết nhiều về Camelot của Tennyson hơn là nền văn hóa phong phú của Tân Pháp, về những người du hành, cư dân của nó, về những nữ anh hùng như Maria Chapdelaine xuất hiện trong các bức thư của Canada (nhờ một cô gái trẻ lang thang đến từ Pháp) khi Anne của Montgomery đã ổn định cuộc sống ở nhà và làm mẹ. Avonlea không phải là Péribonka. Tuy nhiên, một nghệ sĩ bằng ngôn từ - và Montgomery là như vậy - không nên có lỗi vì im lặng về một nền văn hóa quá khác biệt của riêng cô ấy".:251 Brennan lưu ý rằng các tác phẩm về Anne phản ánh "xã hội bảo thủ yên tĩnh" đó là Đảo Hoàng tử Edward vào thời Victoria với các nhân vật là những người theo đạo Tin lành gốc Anh và/hoặc gốc Scotland, và Anne ủng hộ Đảng Bảo thủ "đơn giản vì Matthew yêu quý của cô ấy đã bỏ phiếu bảo thủ".:251
Năm 1912, Anne tóc đỏ dưới chái nhà xanh được dịch sang tiếng Ba Lan và xuất bản dưới dạng ấn bản dành cho hải tặc ở Warszawa với cuốn sách được ghi là của "Anne Montgomery". Cuốn sách cực kỳ nổi tiếng ở Ba Lan và trong Chiến tranh thế giới thứ hai, nhóm kháng chiến Armia Krajowa (AK) đã phát hành các ấn bản của cuốn sách để nhắc nhở các thành viên của mình rằng họ đang chiến đấu vì điều gì. Ngay cả khi không có gì về Ba Lan trong tuyển tập Anne, AK vẫn coi cô là biểu tượng của những giá trị nhân văn mà họ đang bảo vệ. Trong một thời gian, Anne tóc đỏ dưới chái nhà xanh bị cấm ở Cộng sản Ba Lan, và cuốn sách được lưu hành dưới dạng samizdat vì Anne được coi là biểu tượng của chủ nghĩa cá nhân và không sẵn sàng phục tùng chính quyền, khiến cô trở thành nữ anh hùng nổi tiếng đối với những người đang gặp khó khăn chống lại chế độ độc tài cộng sản. Học giả người Canada Mary Henley Rubio đã đề cập khi đến thăm Warszawa vào năm 1984, nơi bà xem phiên bản Anne tóc đỏ dưới chái nhà xanh đang được trình diễn tại một nhà hát địa phương, và rằng khi khán giả biết cô đến từ Canada, cô thấy mình bị vây quanh bởi đám đông tất cả khán giả đều muốn có chữ ký của cô vì cô đến từ cùng một vùng đất với Anne yêu dấu của họ.:7
Akage no An (Anne tóc đỏ), tên gọi Shirley ở Nhật Bản, là một biểu tượng văn hóa cực kỳ nổi tiếng ở đất nước này. Từ thời Minh Trị Duy Tân cho đến năm 1945, hệ thống giáo dục Nhật Bản (do Bộ Lục quân và Hải quân phối hợp điều hành) được thiết kế để truyền bá học sinh vào "Bushido" ("con đường của chiến binh") là tính cách hung hãn. Mã chiến binh của Samurai được gọi là mục đích của các trường học ở Nhật Bản từ thời Minh Trị Duy Tân cho đến khi kết thúc Thế chiến thứ hai là đào tạo các cậu bé trở thành binh lính. Hệ thống giáo dục Nhật Bản không hề nao núng tôn vinh chiến tranh là hình thức hoạt động cao nhất của con người và ý tưởng rằng Hoàng đế Nhật Bản là một vị thần sống, với việc các cậu bé được dạy rằng chết vì Hoàng đế là vinh dự lớn nhất trong khi các cô gái được dạy đó là vinh dự lớn nhất là có con trai chết cho Hoàng đế. Cùng với chủ nghĩa quân phiệt của hệ thống giáo dục là tâm trạng bài ngoại rõ rệt và phân biệt chủng tộc rõ ràng với các giáo viên Nhật Bản trong Thế chiến thứ hai khi nói với học sinh của họ rằng "quỷ trắng" Anh-Mỹ là những kẻ ăn thịt người và thức ăn yêu thích của họ là người châu Á. Là một phần của cải cách giáo dục trong thời kỳ Mỹ chiếm đóng (1945–52), người ta quyết định rằng học sinh Nhật Bản cần đọc thứ gì đó ít quân phiệt và bài ngoại hơn để đọc so với những văn bản tôn vinh Bushido và Anne tóc đỏ dưới chái nhà xanh đã được tạo ra bắt buộc đọc sách ở các trường học Nhật Bản vào năm 1952. Ngoài ra, như một phần của cải cách giáo dục ở Nhật Bản, đã có một nỗ lực nhằm giảm bớt tư tưởng bài ngoại tràn lan trước đây vốn đặc trưng cho việc giảng dạy của người Nhật cho đến năm 1945, và người ta cảm thấy tính cách lành mạnh, đáng yêu của Anne Shirley sẽ mang đến cho học sinh Nhật Bản một tấm gương về cách con người ở phương Tây không phải là "quỷ trắng" như chính phủ của họ đã nói với họ trong chiến tranh. Vì có rất nhiều trẻ mồ côi còn sót lại từ Thế chiến thứ hai ở Nhật Bản vào năm 1952, nhân vật Shirley ngay lập tức được yêu thích ở Nhật Bản và cô là một trong những nhân vật được yêu thích nhất ở Nhật Bản kể từ thời điểm đó. Phần lớn sức hấp dẫn của Akage no An nằm ở khả năng vượt lên trên mọi tình huống nhờ sự dũng cảm và sự sẵn sàng thách thức "con rồng đáng gờm nhất của Nhật Bản, người phụ nữ lớn tuổi hống hách."
Shirley nổi tiếng ở Nhật Bản đến mức có Học viện Anne ở Fukuoka dạy các cô gái nói tiếng Anh với giọng Hàng hải trong khi ở Okama có Trường Green Gables, một trường điều dưỡng dạy những phụ nữ trẻ cách cư xử như Shirley Hanako Muraoka, người phụ nữ Nhật Bản đã dịch cuốn Anne tóc đỏ dưới chái nhà xanh sang tiếng Nhật, đã trở thành người nổi tiếng chỉ nhờ dịch cuốn sách và vào năm 2014, NHK đã phát sóng một bộ phim truyền hình nhỏ có tựa đề Hanako to Anne kể về cuộc đời của Muraoka và cuộc đấu tranh của cô để cuốn Anne tóc đỏ dưới chái nhà xanh được dịch và xuất bản tại Nhật Bản. Muraoka đọc Anne tóc đỏ dưới chái nhà xanh vào năm 1939 và bắt đầu dịch cuốn sách cùng năm, nhưng phải đến năm 1952, bản dịch Anne tóc đỏ dưới chái nhà xanh của bà mới được xuất bản ở Nhật Bản. Hanako to Anne được phát sóng từ tháng 3 đến tháng 9 năm 2014 đã thành công rực rỡ về mặt xếp hạng, nhận được lượng người xem trung bình 22% ở khu vực Kanto (khu vực đông dân nhất của Nhật Bản) và khiến lượng khán giả Nhật Bản tăng gấp đôi  du khách đến đảo Hoàng tử Edward. Bộ phim có sự tham gia của Yuriko Yoshitaka trong vai Muraoka, gợi ý rằng có nhiều điểm tương đồng giữa cuộc đời của Muraoka và cuộc đời của Anne, và do đó là một kiểu kể lại cuộc đời của Anne vào cuối thời Minh Trị, Đại Chính và đầu thời kỳ Chiêu Hòa trong lịch sử Nhật Bản. Năm 1993, một công viên giải trí có tên Canada World được mở tại Hokkaido với điểm thu hút phổ biến nhất là bản phục dựng của Chái nhà xanh. Năm 2010, tờ Globe and Mail viết: "Gần như có thể tuyên bố rằng ngôi nhà thực sự của Anne không còn là vùng nông thôn Đảo Hoàng tử Edward nữa. Đó là Nhật Bản, nơi câu chuyện về Anne và bím tóc ngây thơ của Lucy Maud Montgomery vẫn rất nổi tiếng." rằng nó đã ăn sâu vào tâm thức dân tộc kể từ bản dịch gốc tiếng Nhật của cuốn sách với tựa đề Anne tóc đỏ vào năm 1952." Năm 2014, nhà ngoại giao Nhật Bản Eiji Yamamoto nói với một nhà báo của tờ Toronto Star: "Mặc dù là trẻ mồ côi nhưng Anne có tinh thần tự do, cô ấy nói bất cứ điều gì cô ấy muốn. Trong những năm sau Thế chiến thứ hai, người dân Nhật Bản rất nghèo. Có rất nhiều trẻ mồ côi. Và mọi người đã mất hy vọng. Họ lo lắng. Anne là người lạc quan. Cô ấy đã giúp mọi người có được lòng can đảm."
Học giả người Canada Janice Kulyk Keefer lưu ý rằng nhân vật Shirley được miêu tả trong phim và truyền hình đã được làm sạch so với cuốn sách, viết:
Cái chết, những quy luật đẫm máu của tự nhiên, sự chuyên chế của người lớn, bạo lực - tất cả đều đầu độc vị ngọt của... Arcadia. Tuy nhiên, tầm nhìn bình dị bị cắt xén bởi cái mà chúng ta có thể gọi là 'siêu bình dị', được hiện thực hóa thông qua sức mạnh của ma thuật, tưởng tượng, khuôn mẫu văn hóa đại chúng và chính ngôn ngữ.  Cùng với nhau, 'mối đe dọa' và 'meta-idyll' tạo ra những ẩn ý mang tính lật đổ cho mỗi câu thành ngữ.:668
Vào năm 2019, công ty xuất bản Canada Bradan Press đã gây quỹ cộng đồng cho bản dịch tiếng Gaelic-Scotland của Anne tóc đỏ dưới chái nhà xanh có tựa đề Anna Ruadh, thông qua trang web gây quỹ cộng đồng Kickstarter. Cuốn sách được phát hành vào năm 2020 là bản dịch tiếng Gaelic-Scotland đầu tiên của Anne tóc đỏ dưới chái nhà xanh.